# Open Parc Auvergne-Rhône-Alpes Lyon 2019
L'Open Parc Auvergne-Rhône-Alpes Lyon 2019 è stato un torneo di tennis giocato sulla terra rossa nella categoria ATP Tour 250 nell'ambito dell'ATP Tour 2019. È stata la terza edizione del torneo. Si è giocato al Parc de la Tête d'Or Vélodrome Georges Préveral di Lione, in Francia, dal 19 al 25 maggio 2019.

## Partecipanti

### Teste di serie
| Nazionalita | Giocatore             | Ranking* | Testa di serie |
| ----------- | --------------------- | -------- | -------------- |
| Georgia     | Nikoloz Basilašvili   | 18       | 1              |
| Spagna      | Roberto Bautista Agut | 20       | 2              |
| Canada      | Denis Shapovalov      | 22       | 3              |
| Canada      | Félix Auger-Aliassime | 30       | 4              |
| Serbia      | Dušan Lajović         | 31       | 5              |
| Francia     | Richard Gasquet       | 39       | 6              |
| Francia     | Pierre-Hugues Herbert | 40       | 7              |
| Polonia     | Hubert Hurkacz        | 41       | 8              |

* Ranking al 13 maggio 2019.

### Altri partecipanti
I seguenti giocatori hanno ricevuto una wild card per il tabellone principale:
- Richard Gasquet
- Corentin Moutet
- Denis Shapovalov

Il seguente giocatore è entrato in tabellone grazie al ranking protetto:
- Jo-Wilfried Tsonga

I seguenti giocatori sono entrati nel tabellone principale passando dalle qualificazioni:

- Steven Diez
- Maxime Janvier
- Jannik Sinner
- Jiří Veselý

I seguenti giocatori sono entrati in tabellone come lucky loser:
- Lloyd Harris
- Tristan Lamasine

### Ritiri
Prima del torneo
- Tomáš Berdych → rimpiazzato da  Benoît Paire
- John Isner → rimpiazzato da  Pablo Andújar
- Martin Kližan → rimpiazzato da  Lloyd Harris
- Michail Kukuškin → rimpiazzato da  Tristan Lamasine
- Jan-Lennard Struff → rimpiazzato da  Ugo Humbert

Durante il torneo
- Richard Gasquet
- Bernard Tomić

## Campioni

### Singolare
Benoît Paire ha sconfitto in finale  Félix Auger-Aliassime con il punteggio di 6-4, 6-3.
- È il terzo titolo in carriera per Paire, secondo della stagione.

### Doppio
Ivan Dodig /  Édouard Roger-Vasselin hanno sconfitto in finale  Ken Skupski /  Neal Skupski con il punteggio di 6-4, 6-3.